# Versend
Versend è un comune dell'Ungheria di 937 abitanti (dati 2008) situato nella contea di Baranya, regione Transdanubio Meridionale